# Tweede Kamerverkiezingen 2021/Kandidatenlijst/SGP
Dit is de lijst van kandidaten van de SGP voor de Nederlandse Tweede Kamerverkiezingen van 17 maart 2021, zoals deze op 9 november 2020 werd bekendgemaakt door de partij.

## Achtergrond
Op 9 november 2020 maakte de SGP de conceptkandidatenlijst bekend voor de Tweede Kamerverkiezingen van 17 maart 2021. De lijsttrekker werd fractievoorzitter Kees van der Staaij.

## De lijst
- vet: verkozen
- schuin: voorkeurdrempel overschreden

1. Kees van der Staaij, Benthuizen - 193.605 stemmen
2. Chris Stoffer, Elspeet - 4.690
3. Roelof Bisschop, Veenendaal - 4.263
4. André Flach, Hendrik-Ido-Ambacht - 1.834
5. Diederik van Dijk, Benthuizen - 722
6. Wouter van den Berg, Houten - 414
7. Geert Schipaanboord, Leiderdorp - 359
8. Johnny Lukasse, Goes - 488
9. Jan Kloosterman, Apeldoorn - 325
10. Nathanaël Middelkoop, Urk - 1.440
11. Arie Rijneveld, Werkendam - 1.180
12. Maarten Slingerland, Genemuiden - 235
13. Wim van Duijn, Katwijk - 438
14. Dick Both, Veenendaal - 151
15. Harry van der Maas, Aagtekerke - 146
16. Hans Tanis, Sliedrecht - 163
17. Ewart Bosma, Rijssen - 585
18. Joost Veldman, Dordrecht - 123
19. Marco Oosterwijk, Krimpen aan den IJssel - 279
20. Leendert de Knegt, Barneveld - 282
21. Gert van Leeuwen, Opheusden - 198
22. Tom Bakker, Driezum - 188
23. Wim Kok, Middelburg - 141
24. Steven van Westreenen, Kesteren - 401
25. Peter Noordergraaf, Werkendam - 128
26. Ad Dorst, Yerseke - 102
27. Ardjan Boersma, Papendrecht - 110
28. Jan Kuijers, Staphorst - 327
29. Henk van der Wind, Maarsbergen - 738
30. Rick van der Waerdt, Ridderkerk - 179
31. Henk Bulten, Doetinchem - 127
32. Arnold Versteeg, Wekerom - 418
33. Lambert Kisteman, De Klomp - 120
34. Arnoud Proos, Barendrecht - 350

VVD · PVV · CDA · D66 · GroenLinks · SP · PvdA · ChristenUnie · Partij voor de Dieren · 50PLUS · SGP · DENK · FVD · BIJ1 · JA21 · Code Oranje · Volt · NIDA · Piratenpartij · LP · JONG · Splinter · BBB · NLBeter · LHK · OPRECHT · JEZUS LEEFT · TROTS · UCF · Lijst 30 · PvdE · DFP · VSN · WZNL · Modern Nederland · De Groenen · PvdR
1918 · 1922 · 1925 · 1929 · 1933 · 1937 · 1946 · 1948 · 1952 · 1956 · 1959 · 1963 · 1967 · 1971 · 1972 · 1977 · 1981 · 1982 · 1986 · 1989 · 1994 · 1998 · 2002 · 2003 · 2006 · 2010 · 2012 · 2017 · 2021 · 2023